# Kristian Kjelling
Kristian Cato Walby Kjelling (født 6. september 1980 i Oslo) er en tidligere norsk håndboldspiller, som senest spillede for den danske klub Bjerringbro-Silkeborg. Han kom fra den spanske ligaklub Portland San Antonio, hvor han havde været siden 2006. Før det spillede han for ligarivalerne Ademar León.Han spillede for AAB Håndbold fra 2009 til 2013, hvor han bl.a. vandt DM

## Landshold
Kjelling vari en årrække været en fast del af det norske landshold, som han fik debut for i 2001. Siden da har han spillet næsten 100 kampe og scoret over 300 mål i landsholdstrøjen. Han deltog blandt andet på hjemmebane i Norge ved EM i 2008, hvor han var med til at besejre Danmark i de to holds første kamp.

## Eksterne links
- Wikimedia Commons har flere filer relateret til Kristian Kjelling
- Ingen URL fundet. Vær venlig at angive en URL her eller tilføj en til Wikidata.
- Om Kristian Cato Walby Kjelling (Webside ikke længere tilgængelig) på bjerringbro-silkeborg.dk
- Spillerinfo